# Ecnomus paget
Ecnomus paget är en nattsländeart som beskrevs av Malicky och Chantaramongkol 1997. Ecnomus paget ingår i släktet Ecnomus och familjen trattnattsländor. Inga underarter finns listade i Catalogue of Life.